# 大地葉
大地 葉（たいち よう、8月6日 - ）は、日本の女性声優。ヴィムス所属。埼玉県出身。

## 略歴
小学5年生の頃にアニメが好きになり、中学1、2年生の時に声優がキャラクターソングを歌っていることを知ってから職業としての声優を認識した。
しかしアニメファンとして観て楽しんでいただけであり、声優になりたいと思ってなかった。
高校3年生の時に周囲が進学や就職と進路を決めていくなか自身の目標を見出せず、唯一好きだった歌の仕事をやりたいと思って調べたりオーディションを受けたが結果は出なかった。。
諦めきれないまま進路も決まらず、卒業時期になり「これはまずい」と焦っていた時に、「アニメが好きだし、声優をめざそう」と思い立ち調べて日本ナレーション演技研究所に入所申込を出すことを決意し、期限寸前に速達郵便で何とか間に合わせた。
その後、同演技研究所を経て、ヴィムスに所属する。

## 人物
ピアノの弾き語りや耳コピーが得意で、後者に至っては楽譜の記憶も可能である。
趣味はインド映画鑑賞。
「大地葉（たいちよう）」という芸名は、学生時代のニックネーム「たいちょー（隊長）」をもじったものである。
TVアニメ『僕だけがいない街』で初の男の子役でのオーディション合格を果たした。
左利き。

## 出演
太字はメインキャラクター。

### テレビアニメ
2012年
- となりの怪物くん（女生徒A）

2013年
- 恋愛ラボ（水嶋沙依理）
- 幻影ヲ駆ケル太陽（女子学生）
- Super Seisyun Brothers -超青春姉弟s-（ネコ、AKCメンバーB、女子高校生B）
- ぎんぎつね（葦原梢）
- リトルバスターズ! 〜Refrain〜（子供C）
- ミス・モノクローム -The Animation-（買い物客、参加者、母親）
- ゴールデンタイム（女子学生1）

2014年
- ウィッチクラフトワークス（鬼灯火苗）
- ノブナガン（しおの母、母、看護師、ミキの母親）
- 悪魔のリドル（女教官A）
- ニセコイ（2014年 - 2015年、本田、ニュース音声、生徒、ホンダーソン） - 2シリーズ
- ジョジョの奇妙な冒険（2014年 - 2016年、CA2、東方仗助〈少年時代〉） - 2シリーズ
- selector infected WIXOSS（女子生徒）
- 遊☆戯☆王ARC-V（2014年 - 2017年、清水タケシ、斜芽美伎代、アマンダ、幼い頃のシンジ、グロリア・タイラー 他）
- アカメが斬る!（皇帝）
- ガイストクラッシャー（受付）
- さばげぶっ!（女子大生）
- オオカミ少女と黒王子（聖剣少年、エリカ母、レジ係、女子大生、涼子 他）
- 愛・天地無用!（鬼ノ城紅）
- 大図書館の羊飼い（幼い京太郎、白崎さより、生徒1）
- 怪盗ジョーカー（2014年 - 2016年、百鬼丸〈幼少期〉） - 2シリーズ

2015年
- アイドルマスター シンデレラガールズ（凛の母、受付、女子、奈央、司会、若手アイドル、女性スタッフ） - 2シリーズ
- 冴えない彼女の育てかた（2015年 - 2017年、石巻基子、安芸倫也〈小学生〉、森丘藍子 喫茶店 店員、ファミレス店員、アナウンス、ウェイトレス） - 2シリーズ
- デス・パレード（マネージャー）
- 探偵歌劇 ミルキィホームズ TD（スタイリスト）
- 四月は君の嘘（観客）
- 幸腹グラフィティ（おばさん）
- 終わりのセラフ（茜、司会役）
- 浦和の調ちゃん（田島桜）
- ハロー!!きんいろモザイク（テニス部後輩A）
- がっこうぐらし!（女子生徒A）
- バトルスピリッツ 烈火魂（2015年 - 2016年、少年C、仲間A、子供C、客A、バトラーA、観客A）
- わかば*ガール（女子）
- Classroom☆Crisis（女子アナ）
- 監獄学園（横山杏子）
- ランス・アンド・マスクス（小学生の母親たち）
- ハイキュー!! セカンドシーズン（小笠原大樹、大滝真子）
- 機動戦士ガンダム 鉄血のオルフェンズ（2015年 - 2017年、タービンズ女性、ヒルメ） - 2シリーズ
- ヤング ブラック・ジャック（露々）
- 落第騎士の英雄譚（黒鉄家使用人）

2016年
- Dimension W（ハム）
- 僕だけがいない街（ケンヤ）
- ディバインゲート（マクベス）
- おそ松さん（女）
- ベイブレードバースト（2016年 - 2019年、蒼井常夏、シャーサ・グッテン、マルコ、メイド2） - 3シリーズ
- 坂本ですが?（女教師）
- ハイスクール・フリート（山下秀子）
- SERVAMP-サーヴァンプ-（ライラック、生徒、女性）
- はんだくん（女子A、肉食女子 白、女教師、飼い主、タコヤキ）
- 逆転裁判 〜その「真実」、異議あり!〜（ミリカ）
- 食戟のソーマ シリーズ（2016年 - 2018年、女店員A、女性客B、極星寮女子A） - 3シリーズ
- ねじ巻き精霊戦記 天鏡のアルデラミン（ニキ）
- 初恋モンスター（アナウンス）
- 斉木楠雄のΨ難（目良の弟、女の子、山岸健太、子守歌、女子生徒）
- 舟を編む（リン太）
- デジモンユニバース アプリモンスターズ（アナウンサー）
- ステラのまほう（飯野夏、のぞみ）
- 3月のライオン（2016年 - 2018年、祖母、アナウンス、食堂の従業員、金田、川本彩） - 2シリーズ
- カミワザ・ワンダ（マリッコ）
- クラシカロイド（登山する女）
- うたの☆プリンスさまっ♪ マジLOVEレジェンドスター（音也の叔母）
- ナンバカ（2016年 - 2017年、神八、二舞下猫）

2017年
- 政宗くんのリベンジ（2017年 - 2023年、椎堂、こびと） - 2シリーズ
- モンスターハンター ストーリーズ RIDE ON（ハンターB、ハンターC、肩の猫）
- 亜人ちゃんは語りたい（ユリコ）
- クズの本懐（リーダー）
- ゼロから始める魔法の書（アルバス）
- アイドルタイムプリパラ（2017年 - 2018年、虹色にの）
- 有頂天家族2（子供B）
- ID-0（合成音声）
- カブキブ!（矢根）
- つぐもも（2017年 - 2020年、皇すなお） - 2シリーズ
- プリンセス・プリンシパル（ドロシー）
- 魔法陣グルグル（ジュジュ・クー・シュナムル、さっぱり妖精、ドサクサ妖精）
- ノラと皇女と野良猫ハート（ルーシア・オブ・エンド）
- ゲーマーズ!（妖精）
- Infini-T Force（若い女）
- ネト充のススメ（矢代）
- ブレンド・S（外国人イメージ女優、同人仲間）
- 将国のアルタイル（ブランカ、ノール）
- アイドルマスター SideM（記者、桜庭〈幼少期〉）
- いつだって僕らの恋は10センチだった。（下級生B、母親、アナウンス）
- ラブライブ！サンシャイン!!（係員）
- 少女終末旅行（母親）
- 探偵オペラ ミルキィホームズ アルセーヌ 華麗なる欲望（黄金豹）

2018年
- まめねこ（もじゃ）
- 覇穹 封神演義（町の娘）
- ピアノの森（2018年 - 2019年、雨宮修平〈小学生〉、司会） - 2シリーズ
- ゴールデンカムイ（少女）
- ハイスクールD×D HERO（八坂）
- Back Street Girls -ゴクドルズ-（女性レポーター、みゆき）
- Phantom in the Twilight（女性キャスター）
- ガンダムビルドダイバーズ（シュウ）
- ちおちゃんの通学路（久志取まどか）
- ゆらぎ荘の幽奈さん（猫神様、柳沢芹）
- 千銃士（インゴ）
- 邪神ちゃんドロップキック（慶彦）
- DOUBLE DECKER! ダグ&キリル（マキシーン・シルヴァーストーン）
- ツルネ シリーズ（2018年 - 2023年、妹尾梨可） - 2シリーズ
- となりの吸血鬼さん（メイドB）

2019年
- revisions リヴィジョンズ（張・剴・シュタイナー〈幼少期〉、群衆2）
- ゾイドワイルド（ソルト〈幼少期〉）
- スター☆トゥインクルプリキュア（2019年 - 2020年、姫ノ城桜子、プルンシー、うお座のスタープリンセス）
- とある魔術の禁書目録III（レイヴィニア＝バードウェイ）
- 鬼滅の刃（2019年 - 2022年、竈門竹雄） - 3シリーズ
- ぼくたちは勉強ができない（川瀬あゆ子） - 2シリーズ
- Fairy gone フェアリーゴーン（モニカ） - 2シリーズ
- KING OF PRISM -Shiny Seven Stars-（カケル〈幼少時〉）
- まちカドまぞく（イカのモンスター）
- BEM（エレーン）
- 炎炎ノ消防隊（2019年 - 2025年、5thエンジェルス3、シスタークレマチス） - 2シリーズ
- Dr.STONE（2019年 - 2023年、ターコイズ） - 2シリーズ
- フルーツバスケット（2019年 - 2021年、草摩燈路） - 3シリーズ
- ロード・エルメロイII世の事件簿 -魔眼蒐集列車 Grace note-（ヘファイスティオン / フェイカー）
- アズールレーン（2019年 - 2020年、綾波）
- 天華百剣 〜めいじ館へようこそ!〜（ソボロ助廣）
- 放課後さいころ倶楽部（たかし）
- 歌舞伎町シャーロック（2019年 - 2020年、ジェームズ・モリアーティ〈幼少期〉）
- ポチっと発明 ピカちんキット（サクちん）
- ライフル・イズ・ビューティフル（真田汐）
- GRANBLUE FANTASY The Animation Season 2（幼いラカム）

2020年
- pet（司〈幼少期〉）
- A3!（皆木亨）
- 理系が恋に落ちたので証明してみた。（雪村〈幼少期〉）
- ソマリと森の神様（おもてなしの魔女）
- 球詠（キャッチャー、主審、二塁審、岩村、高橋友理）
- ミュークルドリーミー（赤名もみじ）
- グレイプニル（スバル）
- 乙女ゲームの破滅フラグしかない悪役令嬢に転生してしまった…（ディーク侯爵夫人）
- かぐや様は告らせたい?〜天才たちの恋愛頭脳戦〜（幼い白銀）
- 富豪刑事 Balance:UNLIMITED（大助幼少期）
- モンスター娘のお医者さん（アルルーナ・ルーナ）
- アクダマドライブ（アナウンス）
- 無能なナナ（生徒、女性）
- ツキウタ。 THE ANIMATION2（新〈幼少期〉、小学生B）
- ふしぎ駄菓子屋 銭天堂（2020年 - 2023年、立花響、大平哲）
- ダンジョンに出会いを求めるのは間違っているだろうか（2020年 - 2025年、シャクティ・ヴァルマ） - 2シリーズ

2021年
- 俺だけ入れる隠しダンジョン（ノルの母、女将）
- スケートリーディング☆スターズ（解説者）
- アズールレーン びそくぜんしんっ!（綾波、ロドニー）
- 転生したらスライムだった件（スフィア） - 2シリーズ
- Re:ゼロから始める異世界生活（オットーの幼年時代）
- ホリミヤ（吉川の母）
- 怪物事変（結〈幼少期〉、ニイサン）
- 無職転生 〜異世界行ったら本気だす〜（受付嬢、聖獣） - 2シリーズ
- Vivy -Fluorite Eye's Song-（ミキ）
- 戦闘員、派遣します!（女性店員）
- カードファイト!! ヴァンガード overDress（2021年 - 2025年、惣川ハルカ） - 6シリーズ
- かげきしょうじょ!!（星野薫）
- 死神坊ちゃんと黒メイド（2021年 - 2023年、幼いフィリップ、メイドA、ベテランメイドB、白猫） - 2シリーズ
- 精霊幻想記（2021年 - 2024年、リオの母 / アヤメ、ウズマ、カラスキ＝シズク） - 2シリーズ
- 平穏世代の韋駄天達（ボニー）
- ラブライブ!スーパースター!!
- 見える子ちゃん（藤田、幼いサトル）
- マブラヴ オルタネイティヴ（2021年 - 2022年、伊隅みちる） - 2シリーズ

2022年
- オンエアできない!（まふねこ）
- 錆喰いビスコ（少年）
- 終末のハーレム（龍造寺朱音）
- 平家物語（妓女）
- 魔法使い黎明期（アルバス）
- ブラック★★ロックシューター DAWN FALL（シャーロット）
- 勇者、辞めます（ネズミ亭のおばちゃん、子供）
- くノ一ツバキの胸の内（オニユリ）
- 名探偵コナン（関澤祐美）
- 神クズ☆アイドル（ツギコ、みはる）
- ニンジャラ（2022年 - 2025年、ナオミ、シーラ）
- Extreme Hearts（末宗祐里子）
- 異世界おじさん（たかふみ〈少年〉）
- むさしの!（田島桜）
- 不徳のギルド（トキシッコ・ダナー）
- まめきちまめこニートの日常（2022年 - 2023年、メロ、姉吉） - 2シリーズ
- クールドジ男子（2022年 - 2023年、紅野茜）
- 忍の一時（香取左門）
- チェンソーマン（沢渡アカネ）
- BLEACH 千年血戦篇（燧ヶ島メラ）

2023年
- トモちゃんは女の子!（三船直子）
- 冰剣の魔術師が世界を統べる（ヘレナ＝グレイディ）
- アルスの巨獣（女官）
- うる星やつら (2022)（2023年 - 2024年、少年面堂） - 2シリーズ
- クレヨンしんちゃん（武蔵登美代）
- 老後に備えて異世界で8万枚の金貨を貯めます（グリット）
- 人間不信の冒険者たちが世界を救うようです（女の子）
- とんでもスキルで異世界放浪メシ（アグニ）
- アリス・ギア・アイギス Expansion（ヴェイパーヘイズ）
- デッドマウント・デスプレイ（四乃山小夜） - 2シリーズ
- 機動戦士ガンダム 水星の魔女（ウェンディ・オレント）
- ゾン100〜ゾンビになるまでにしたい100のこと〜（アキラ少年期）
- でこぼこ魔女の親子事情（ギリコ）
- ミギとダリ（秋山リナ）

2024年
- 即死チートが最強すぎて、異世界のやつらがまるで相手にならないんですが。（夜霧〈幼少期〉）
- 魔女と野獣（ギド）
- 30歳まで童貞だと魔法使いになれるらしい（黒沢茉莉）
- 烏は主を選ばない（菊野）
- となりの妖怪さん（立花百合）
- 変人のサラダボウル（プリケツ）
- ひみつのアイプリ（2024年 - 2025年、真実夜チィ、サクラのアイムゥ、ダークチィ） - 2シリーズ
- 怪異と乙女と神隠し（宇佐美エリカ）
- バーテンダー 神のグラス（慶子）
- 新米オッサン冒険者、最強パーティに死ぬほど鍛えられて無敵になる。（リック〈幼少期〉）
- 嘆きの亡霊は引退したい（エヴァ・レンフィード）
- 精霊幻想記2（アヤメ）

2025年
- この会社に好きな人がいます（森園まりあ）
- ウマ娘 シンデレラグレイ（ルディレモーノ）
- かくして!マキナさん!!（阿久津栄太、ナレーション）
- 忍者と殺し屋のふたりぐらし（草隠蟹江）
- フェルマーの料理（桜井役員）
- ガチアクタ（幼いルド）
- New PANTY & STOCKING with GARTERBELT（ビッチB）

### 劇場アニメ
2014年
- アルモニ（リョーコ）
- 黒の栖-クロノス-（堀内葉月）

2015年
- ガールズ&パンツァー 劇場版（ペパロニ、久保田）

2016年
-  同級生（佐条久美）
- モンスターストライク THE MOVIE はじまりの場所へ（天草四郎）

2017年
- ノーゲーム・ノーライフ ゼロ（男の子）

2018年
- リズと青い鳥（吹奏楽部員）
- 劇場版 プリパラ&キラッとプリ☆チャン 〜きらきらメモリアルライブ〜（虹色にの）
- モンスターストライク THE MOVIE ソラノカナタ（委員）

2019年
- LAIDBACKERS-レイドバッカーズ-（草薙・K）
- きみと、波にのれたら（順子）
- BLACKFOX（メリッサ）
- 空の青さを知る人よ（中村正嗣）
- 冴えない彼女の育てかた Fine（森丘藍子）

2020年
- 劇場版 ハイスクール・フリート（山下秀子）
- 劇場版 SHIROBAKO（ヘルシーファイターズ女性ファイター）
- 劇場版 鬼滅の刃 無限列車編（竈門竹雄）

2021年
- プリンセス・プリンシパル Crown Handler（2021年 - 2023年、ドロシー） - 3作品
- サイダーのように言葉が湧き上がる
- アイの歌声を聴かせて（部屋AI）
- フラ・フラダンス（会場アナウンス）

2022年
- ブルーサーマル（牧綾子）
- 劇場版ツルネ -はじまりの一射-（妹尾梨可）

2025年
- KING OF PRISM-Your Endless Call-み〜んなきらめけ!プリズム☆ツアーズ（フェニチ）
- 劇場版 鬼滅の刃 無限城編 第一章 猗窩座再来（竈門竹雄）

### OVA
2014年
- ガールズ&パンツァー これが本当のアンツィオ戦です!（ペパロニ）

2017年
- OVA ハイスクール・フリート（山下秀子）
- ガールズ&パンツァー 最終章（2017年 - 2023年、ムラカミ、ペパロニ、久保田りん）

2018年
- ゴールデンカムイ（千代子） - コミックス第15巻アニメDVD同梱版

2020年
- ストライク・ザ・ブラッド IV（香菅谷詩奈子）
- ゆらぎ荘の幽奈さん（猫神様） - コミックス第24巻アニメBD同梱完全受注限定版

2021年
- プリンセス・プリンシパル（ドロシー） - 2作品
- かぐや様は告らせたい?〜天才たちの恋愛頭脳戦〜（白銀御行〈小学生〉） - コミックス第22巻OVA付き同梱版

2022年
- 機動戦士ガンダム 水星の魔女 PROLOGUE（ウェンディ・オレント）

### Webアニメ
2016年
- ひかり〜刈谷をつなぐ物語〜（穂乃実）
- オシリスの天秤2
- 月曜日のたわわ（保健室の先生、アナウンス）
- モンスターストライク（2016年 - 2017年、女性、天草四郎） - 2シリーズ

2018年
- B: The Beginning（ライカ〈幼少期〉）

2019年
- ファイトリーグ ギア・ガジェット・ジェネレーターズ（ワイヤード・フィックス）
- ゼノンザード THE ANIMATION（蒼白の魔女）

2021年
- 極主夫道（子ども）
- 俺、つしま（女子高生A）
- アイドルランドプリパラ（2021年 - 2022年、虹色にの）

2022年
- 賭ケグルイ双（戸隠雪見）
- トミカヒーローズ ジョブレイバー 特装合体ロボ（建設ジョブロイド BULL）

2023年
- 境界戦機 極鋼ノ装鬼（シェリル・ナイト）

2024年
- ライジングインパクト（西野霧亜） - 2シリーズ

2025年
- タコピーの原罪（しずかの母）

### ゲーム
2012年
- TOKYOヤマノテBOYS Portable

2013年
- シェルノサージュ〜失われた星へ捧ぐ詩〜（レナルル・タータルカ）
- 大正鬼譚（お菊）
- わグルま!（フェンリル）

2014年
- アイドリズム（カーミラ〈加藤美羅〉）
- アルノサージュ〜生まれいずる星へ祈る詩〜（レナルル）
- 神次次元ゲイム ネプテューヌRe;Birth3 V CENTURY（バモー）
- 三国魂（主人公〈女性〉2）
- 刻のイシュタリア（2014年 - 2020年、アーサー、モードレッド、ペンテシレイア、エレシュキガル、ジャック、ディオニソス、ケルヌンノス、エジソン、シャルルマーニュ）
- 白猫プロジェクト（ドゥドゥ）
- 新星のグランドユニオン（士道・紫）
- 大正鬼譚〜言ノ葉櫻〜（お菊）
- Tokyo 7th シスターズ（鳳チャチャ）
- 不思議の幻想郷3（二ッ岩マミゾウ、ナズーリン）

2015年
- ブレイブリーアーカイブ ディーズレポート（シャイナ・ユーミール）
- 三国志パズル大戦（こども呂布）
- 車なごコレクション（ランドクルーザー200）
- ガールズ&パンツァー 戦車道大作戦!（2015年 - 2021年、ペパロニ、ムラカミ、ドロシー）
- ぎゃる☆がん だぶるぴーす（服部明日香）
- 征戦!エクスカリバー（アヌビス）
- 大図書館の羊飼い -Library Party-（白崎さより）
- 部活少女バトル（家苗仁愛）
- 不思議の幻想郷 -THE TOWER OF DESIRE-（二ッ岩マミゾウ、ナズーリン）
- 魔界戦記ディスガイア5（アサギ）
- 物部布都と7つの試練（二ッ岩マミゾウ）

2016年
- 姫王と最後の騎士団（ヒルデガルド）
- アイドルコネクト -AsteriskLive-（徳前七瀬）
- アルテイルクロニクル（アイエル）
- エンドライド -X fragments-（ベルガ）
- パズルオブエンパイア（項羽）
- .hack//New World（梓）
- 不思議の幻想郷 TOD RELOADED（二ッ岩マミゾウ）
- ベイブレードバースト（蒼井常夏）
- 編隊少女（燕照明）
- 遊☆戯☆王デュエルモンスターズ 最強カードバトル!（ガイドさん）
- 遊戯王 デュエルリンクス（2016年 - 2022年、ガイドさん 他）

2017年
- 政剣マニフェスティア（ミランダ・ノヅ、シルヴィア・コムラ）
- ファントム オブ キル（フライシュッツ）
- AKIBA'S TRIP Festa!（レオパルト・スカーレット）
- ルナプリ from 天使帝國（アルバス）
- アイドルタイムプリパラ（にの）
- 空と大地のクロスノア（アルバス）
- 神式一閃 カムライトライブ（キヌハ）
- アズールレーン（2017年 - 2022年、綾波、ロドニー） - 2作品
- 戦艦少女R（レナウン）
- 旋光の輪舞2（ツィーラン）
- 天華百剣-斬-（ソボロ助廣）
- 塔亰Clanpool（華咲イロハ）
- ノラと皇女と野良猫ハート（ルーシア・オブ・エンド）
- ひらがな男子 いつらのこゑ（ぁ）
- プリンセス・プリンシパル GAME OF MISSON（ドロシー）
- ベイブレードバースト ゴッド（シャーサ・グッテン）
- 魔女と百騎兵2（ゾフィー）
- モン娘☆は〜れむ（皇すなお）
- メギド72（2017年 - 2023年、ウァレフォル、アモン）
- 千の刃濤、桃花染の皇姫（来嶌・マクスウェル・紫乃）
- 幻獣契約クリプトラクト（2017年 - 2023年、ジャンナ、オスティナ、ソロモン、フェルミー）

2018年
- グリムノーツ Repage（ルイ―サ、マッチ売りの少女、カオス・マッチ売りの少女）
- 電脳戦機バーチャロン×とある魔術の禁書目録 とある魔術の電脳戦機（レイヴィニア＝バードウェイ）
- ガールズ&パンツァー ドリームタンクマッチ（ペパロニ）
- ぎゃる☆がん2
- プリパラ オールアイドルパーフェクトステージ!（虹色にの）
- テリアサーガ（カイト、サキュバス、アテナ、ヴィオラ）
- ファンタシースターオンライン2 es（バレットクナイ、ナスリーン）
- 蒼青のミラージュ（ネルソン）
- アトリエオンライン 〜ブレセイルの錬金術士〜（マジョラム）
- ソウルキャリバーVI（雪華）
- フードファンタジー（2018年 - 2019年、過橋米線、ボルシチ）
- ベイブレードバースト バトルゼロ（蒼井常夏）
- アンジュ・ヴィエルジュ〜ガールズバトル〜（クリミ）

2019年
- ノラと皇女と野良猫ハート2（ルーシア・オブ・エンド・サクラメント）
- 御城プロジェクト:RE（芥川山城、千代田城）
- ハイスクール・フリート 艦隊バトルでピンチ!（山下秀子）
- アルテイルNEO（シュメール）
- Ninja Girl and the Mysterious Army of Urban Legend Monsters! 〜 Hunt of the Headless Horseman.〜（モニカ・オチョア）
- とある魔術の禁書目録 幻想収束（レイヴィニア＝バードウェイ）
- 不思議の幻想郷 -ロータスラビリンス-（二ッ岩マミゾウ 他）
- アリス・ギア・アイギス（2019年 - 2024年、二階堂司）
- ゴーストリコン ブレイクポイント（シグリッド・ブルーム）
- SDガンダム GGENERATION CROSSRAYS（ナナオ・ナロリナ）
- セブンズストーリー（ジュジュ）

2020年
- アークナイツ（スカベンジャー、ディピカ）
- マルコと銀河竜 〜MARCO & GALAXY DRAGON〜（恩田桜子）
- クイズRPG 魔法使いと黒猫のウィズ（アーフェン）
- 八男って、それはないでしょう!〜もう一人の転生者〜（イシュルバーグ伯爵）
- 一血卍傑-ONLINE-（オオモノヌシ）
- デスティニーチャイルド（ルパン）
- 阿卡迪亞（玉織、林美玲）
- ステリアデイズ・ウィキッド（ライラ・メルクリオ）
- ドールズフロントライン（K3）
- エンゲージソウルズ（ベルタ）
- ブイブイブイテューヌ（カド）
- ソウルキャリバーVI（雪華）
- 鬼斬（村上三世）
- 一騎当千エクストラバースト（黒百合）
- グランブルーファンタジー（2020年 - 2025年、ホシワリ、スクルド）
- ドラゴンクエスト ダイの大冒険 クロスブレイド（マイ勇者）
- Epic Seven-エピックセブン-（セリス）
- ダンジョンに出会いを求めるのは間違っているだろうか 〜メモリア・フレーゼ〜（バーチェ）
- ドラガリアロスト（サンダルフォン）

2021年
- BALAN WONDERWORLD（キャス・ミリガン）
- Caligula2（主人公〈女〉）
- 鬼滅の刃 ヒノカミ血風譚（竈門竹雄）
- Project MIKHAIL（伊隅みちる）
- 機動戦士ガンダム バトルオペレーション コードフェアリー（ヘレナ・ヘーゲル）
- フェアリースフィア（ヒイラギ、ポインセチア）
- アーテリーギア -機動戦姫-（ティアンテ）

2022年
- Fate/Grand Order（2022年 - 2023年、ヘファイスティオン）
- WAR OF THE VISIONS ファイナルファンタジー ブレイブエクスヴィアス 幻影戦争（レズニック）
- 機動戦士ガンダム U.C. ENGAGE（ミチェル・カノ）
- ワールドフリッパー（マユヅキ）
- エターナルツリー（ルル）
- アイドルコネクト -AsteriskLive- 2022（徳前七瀬）
- クローバーシアター（バフォメット）
- モンスターストライク（沢渡アカネ）
- ドラえもん のび太の牧場物語 大自然の王国とみんなの家（ライト）
- 機動戦士ガンダム 鉄血のオルフェンズG（ナナオ・ナロリナ）
- カードファイト!! ヴァンガード ディアデイズ（惣川ハルカ）
- ファイアーエムブレム ヒーローズ（2022年 - 2023年、ガングレト、ヘクトル〈幼少期〉）
- クッキーラン: キングダム（松ぼっくり味クッキー）
- ラストフォート：サバイバル（藤原千尋）

2023年
- 共闘ことばRPG コトダマン（沢渡アカネ）
- World Ⅱ World（アンディルマ）
- Grim Guardians: Demon Purge（服部明日香）
- マブラヴ：ディメンションズ（伊隅みちる）
- アイドルランドプリパラ（虹色にの）
- アーマード・コアVI ファイアーズオブルビコン（シャルトルーズ）
- ファイナルファンタジーXIV（ノフィカ）

2024年
- ファイナルファンタジーVII リバース
- ファントム オブ キル -オルタナティブ・イミテーション-（フライシュッツ）
- ひみつのアイプリ / アイプリバース（2024年 - 2025年、チィ、サクラのアイムゥ） - 2作品
- リバース:1999（ホフマン）
- カルドアンシェル（シモン・ウィルロッド、スキラ、バーチ）
- 八剱伝 Switch版（匝瑳華野）
- Tower of Fantasy(幻塔)（クローディア・ストームアイ）
- 俺だけレベルアップな件：ARISE（シャーロット）

2025年
- Honor of Kings（女媧）

- リバース:1999（パタパタペーパー[197][198]）

### ドラマCD
2013年
- クロネコ彼氏のアソビ方（女性スタッフ）
- 魔術士オーフェン しゃべる無謀編（ワイソン）
- シェルノサージュ 試練編幕間3（シェリー）

2015年
- 蛇喰い鳥
- 四月一日さんには僕がたりない 第2巻特装版ドラマCD
- オレだけ見ないと××しちゃうぞ（幼少圭一）

2016年
- ギヴン（2016年 - 2018年、和果、玄純〈子供時代〉）
- 終わらない不幸についての話（佳枝）
- よるとあさの歌（2016年 - 2019年、友人1）
- 5人の王（2016年 - 2017年、ルリ）

2017年
- sick（ミカ）

2018年
- スクラッチブルー
- 目を閉じても光は見えるよ（芽依）
- 精霊使いの剣舞 〜エレメンタル・ドリーマー〜（ルビア・エルステイン）
- チョコレート・ヴァンパイア第8巻特装版ドラマCD（白銀菫）

2019年
- 愛しのXLサイズ（城ヶ崎撫子）
- アパシー 学校であった怖い話ドラマCD（福沢玲子）

2020年
- ドラマCD アズールレーン 重桜編（綾波）
- 愛の本能に従え！（歩の姉）

2021年
- Cheer球部! 1st Battle CD（榛名潤）

2022年
- アパシー 鳴神学園七不思議 限定版ドラマCD（福沢玲子）

### 吹き替え

#### 映画
- アリス・イン・ワンダーランド/時間の旅（2016年、エルズメア王妃〈ハティ・モラハン〉）
- キンダガートン・コップ2（2016年、サイモン）
- サウスポー（2016年、レイラ・ホープ〈ウーナ・ローレンス〉）
- スノーホワイト/氷の王国（2016年、タル少年〈ナナ・アジェマン＝ベディアコ〉）
- ミクロ・アドベンチャー（2016年、ミン）
- クリスマス・ウェディング（2017年、付添人）※Netflix配信版
- ジョン・ウィック:チャプター2（2017年）
- スプリット（2017年、マルシア〈ジェシカ・スーラ〉）
- 美女と野獣（2017年、ベルの母〈ゾーイ・レイニー〉）
- 僕のワンダフル・ライフ（2017年、ブリー〈ブルック・ワーリントン〉）
- オーシャンズ8（2018年、インタビュアー[202]）
- ファンタスティック・ビーストと黒い魔法使いの誕生（2018年、ナギニ〈クローディア・キム〉[203]）
- ゴジラ キング・オブ・モンスターズ（2019年、幼いマディソン〈レクシー・レイブ〉[204]）
- マッドマックス 怒りのデス・ロード（2019年、スプレンディド〈ロージー・ハンティントン＝ホワイトリー〉[205]）※ザ・シネマ版
- モンスター・フェスティバル（2019年、サム〈セイチェル・ガブリエル〉）
- バッドボーイズ フォー・ライフ（2020年、ケリー〈ヴァネッサ・ハジェンズ〉[206]）
- ピクサー・イン・リアルライフ（2020年、黄色Tシャツの女性 他）
- ソニック・ザ・ムービー（2020年、ウェイトレス[207]）
- フェアリー・ゴッドマザー（2020年、少女期のマッケンジー・ウォルシュ〈エリカ・パークス〉）
- ガンズ・アキンボ（2021年、ニックス〈サマラ・ウィーヴィング〉[208]）
- ザ・スイッチ（2021年、ミリー・ケスラー〈キャスリン・ニュートン〉[209]）
- ウエスト・サイド・ストーリー（2022年、グラツィエラ〈パロマ・ガルシア・リー〉[210]）
- 恋人を取り戻すには（2020年、リサ〈ディラン・ゲルラ〉[211]）
- 12人のパパ（2022年、カレン〈エリカ・メディナ〉）
- ヴォイジャー（2022年、セラ〈リリー＝ローズ・デップ〉）
- バッドボーイズ RIDE OR DIE（2024年、ケリー〈ヴァネッサ・ハジェンズ〉[212]）

#### ドラマ
- インスティンクト-異常犯罪捜査- シーズン2 #3（ロビー）
- イントゥ・ジ・アンノウン メイキング・オブ・アナと雪の女王2（クリスティン・ベル）
- グランド・アーミー（ジョーイ 〈オデッサ・アジオン〉）
- コッソンビ 二花院の秘密（「富営閣」〈プヨンガク〉の妓生、パニャ〈ファン・ボルムビョル〉）[213]
- デュードが僕を強くした シーズン1 #5（マライア）
- ビッグショット!（2021年、エマ・コーン〈ソフィア・ミトリ・シュロス〉）
- ファンタスティック5 情熱のパラアスリート（ジョルジャ〈レイチェル・ルスキ〉）
- ホークアイ（ナサニエル・バートン、グリア、ソーニャ）
- 未来の大統領の日記（ブリタニー）
- マーベル ランナウェイズ シーズン3#6（ブロンウィン）
- LOVE（シモーヌ）

#### アニメ
- ストロベリー・ショートケーキ: ベリー・ビティで大冒険 （2015年、オレンジ・ブロッサム[214]）
- ラプンツェル ザ・シリーズ（2017年、ヴェックス）
- アナと雪の女王/家族の思い出（2018年）
- バンピリーナとバンパイアかぞく（2018年、ブリジット）
- バービー: プリンセス・パワー（2018年、マディソン）
- スーパーウィングス（2018年、スカイ）
- ちいさなプリンセス ソフィア（2019年、カサンドラ王女[215]）
- おうこくのめいたんてい ミラ（2020年、プーナム）
- カルメン・サンディエゴ（2021年、シーファン）
- ラッキー 世界イチ運が悪い少年と幸運の金貨（2021年、ハップ[216]）
- ハローワールド！森のいのちの物語（2021年、ミミズク[217]）
- ド レ ミ♪〜みんなでうたおう〜（2021年、フローラ[218]）
- アダムス・ファミリー2 アメリカ横断旅行!（2022年、観光女子2[219]）
- マッシュマッシュとなかまたち（2022年、マッシュマッシュ[220]）
- ちびっこマダガスカル（2023年、グロリア[221]）
- RINGING FATE（2025年、青）

### ボイスオーバー
- トイ・ストーリー20周年スペシャル： 無限の彼方へ さぁ行くぞ！（2016年3月18日[222]）
- プロジェクト・ランウェイ16 [223]

### デジタルコミック
- バッファロー5人娘（2013年、ルビー[224]）
- 暗殺教室（2013年、茅野カエデ）
- せいせいするほど、愛してる（2017年、栗原未亜[225]）
- リリィ・リリィ・ラ・ラ・ランド（2022年、露羽霧乃子[226]）

### オーディオドラマ
- BURNS SKOOL（2021年 - 、岩咲誉[227]）
- Extreme Hearts S×S×S（2022年、末宗祐里子）

### オーディオブック
- そらのおしごと side”STARS”（2016年、第7〜11話の朗読[228]）
- 神去なあなあ日常（2019年、直紀さん）

### テレビ番組
- 魔法陣グルグル放送スタート直前SP!!ドミノで魔方陣!完成するまで帰れません!（2017年7月4日、テレビ東京系）
- まるごと見せます！世界の教育コンテンツ〜日本賞2020〜『ハードボール〜違いを超えて〜』（2021年1月1日、NHK Eテレ） - 吹き替え
- 天才てれびくんhello,（2022年、メラ）

### ナレーション
- TOKYO応援宣言（2016年6月12日、テレビ朝日系列）[229]
- ニャンとも嬉しいモノがたり〜BSキャッ東おすすめ猫グッズ〜（2023年2月22日、BSテレ東）[230]

### 朗読劇
- 【朗読劇】この空を見上げて（2020年2月14日 - 16日、労音大久保会館R’sアートコート）
- SynapstoRy 〜荊姫〜（2022年2月20日、神田明神ホール）[231]
- SynapstoRy 〜荊姫〜（再演）（2022年6月26日、Club eX）[232] ※公演中止[233]
- 江戸川乱歩の世界 朗読劇 『幻燈の獏』（2022年8月13日、イイノホール）[234]
- アキハバラ朗読ナイト〜more more☆smiling〜（2023年3月5日、秋葉原BAR from scratch）[235]

### ラジオ
※はインターネット配信。
- 大地・みなみのカレーチャーハン（2016年 - 2023年、ラジオ関西）[236]
- ゼロの書ラジオ ゼロラジ!（2017年、音泉※）[237]
- プリプリ♡秘密レポート（2017年、ランティスウェブラジオ※）
- ガールズ&パンツァーRADIO アンツィオ高校、Avanti!（2018年、音泉※）[238]
- プリプリ♡秘密レポート すーぱー（2020年 - 、YouTube※）[239]
- 大地葉の減速希望（2024年 - 、ラジオ関西Podcast※）[240]

### インターネットテレビ
※はインターネット配信。
- 『恋愛ラボ』「藤女特別校内放送!」（2013年、ニコニコ生放送※）
- あかりん･たいちょー･なつみ(ん)のジントローゼ！（2018年 - 、ニコニコ生放送※）
- 秋奈と大地葉の、ユニゾン×ラボラトリー♪（2021年 - 2023年、ニコニコ生放送※）[241]

### ASMR
- リンジンASMR 母性の化身!? となりの看板娘。（2021年、看板娘）
- 指揮官を癒やし隊！・綾波とゆっくり過ごす約1日間（2022年、綾波）
- ポジティブメイドに日向で耳を癒やされる人生（2023年、メイナ）

### その他コンテンツ
- AT-Xウチの夏フェス2013 フレッシュ夏フェス隊
- 【ありふれた職業で世界最強】新プロジェクト告知PV　ARIFURETA new project PV（2017年08月11日、ナレーション[242]）
- DAM『あにそんボーカル』「Re:Re:(2016)」[243]
- DAM『あにそんボーカル』「輪舞-revolution」[244]
- CR戦国乙女〜10thANNIVERSARY〜　(2018年、北条ウジマサ)* 【和の音】朗読『風はささやく』（2022年）[245]
- カードラボ秋葉原ラジオ会館本店 限定店内放送（2022年7月）[246]
- タイムトラベル☆歌YOUショー（2022年9月11日、秋葉原エンタス）[247]
- コラボWEB動画 ベルサイユのばら×Pasco「ベルサイユの罪と癖」（2023年02月01日、オスカル[248]）
- コラボWEB動画 ベルサイユのばら×Pasco「オートミールブレッド香るココア」(トレンド篇)（2023年4月1日、オスカル） [249]
- コラボWEB動画 ベルサイユのばら×Pasco「罪なバターブレッド」(背徳感篇)（2023年4月1日、オスカル）[250]
- L戦国乙女4〜戦乱に閃く恫眼の軍師〜(2023年9月、北条ウジマサ)
- 『秋奈と大地葉の、ユニゾン×ラボラトリー♪』オリジナル楽曲お披露目イベント（2023年12月17日、六本木BIRDLAND）[251]

## ディスコグラフィ

### キャラクターソング
| 発売日         | 商品名                                                                          | 歌 | 楽曲 | 備考                                                                   |
| -------------- | ------------------------------------------------------------------------------- | --- | --- | ---------------------------------------------------------------------- |
| 2013年9月20日  | 恋愛ラボ Blu-ray&DVD 第1巻特典CD                                                | 藤女生徒会執行部 | 「恋愛（ラブ）したいっ！」                                                                                   | テレビアニメ『恋愛ラボ』オープニングテーマ                             |
| 2013年9月20日  | 恋愛ラボ Blu-ray&DVD 第1巻特典CD                                                | 水嶋沙依理（大地葉） | 「恋愛（ラブ）したいっ！」                                                                                   | テレビアニメ『恋愛ラボ』オープニングテーマ                             |
| 2013年10月25日 | 恋愛ラボ Blu-ray&DVD 第2巻特典CD                                                | 藤女生徒会執行部 | 「Best FriendS」                                                                                             | テレビアニメ『恋愛ラボ』エンディングテーマ                             |
| 2013年10月25日 | 恋愛ラボ Blu-ray&DVD 第2巻特典CD                                                | 水嶋沙依理（大地葉） | 「Best FriendS」                                                                                             | テレビアニメ『恋愛ラボ』エンディングテーマ                             |
| 2015年1月21日  | 愛・天地無用！ BD・DVD第1巻特典CD                                               | 川流もも（東山奈央）、鬼ノ城紅（大地葉） | 「キミと見た花 キミと見た空」                                                                                | テレビアニメ『愛・天地無用！』エンディングテーマ                       |
| 2015年2月18日  | 愛・天地無用！ BD・DVD第2巻特典CD                                               | 鬼ノ城紅（大地葉） | 「イマココニイル」                                                                                           | テレビアニメ『愛・天地無用！』エンディングテーマ                       |
| 2015年2月18日  | 愛・天地無用！ BD・DVD第2巻特典CD                                               | 鬼ノ城紅（大地葉）、布賀油木（佐藤あずさ）、藍井涙（田辺留依） | 「トラブルガールズ」                                                                                         | テレビアニメ『愛・天地無用！』エンディングテーマ                       |
| 2017年6月21日  | つぐもも キャラクターソングミニアルバム                                         | 皇すなお（大地葉） | 「追いつきたくて」                                                                                           | テレビアニメ『つぐもも』関連曲                                         |
| 2017年7月26日  | アイドルタイムプリパラ♪ソングコレクション 〜ゆめペコ〜                          | 虹色にの（大地葉） | 「あっちゃこっちゃゲーム」                                                                                   | テレビアニメ『アイドルタイムプリパラ』挿入歌                           |
| 2017年8月2日   | A Page of My Story                                                              | アンジェ（今村彩夏）、プリンセス（関根明良）、ドロシー（大地葉）、ベアトリス（影山灯）、ちせ（古木のぞみ）                                                               | 「A Page of My Story」                                                                                       | テレビアニメ『プリンセス・プリンシパル』エンディングテーマ             |
| 2017年8月2日   | A Page of My Story                                                              | アンジェ（今村彩夏）、プリンセス（関根明良）、ドロシー（大地葉）、ベアトリス（影山灯）、ちせ（古木のぞみ）                                                               | 「Shoot Your Heart Out!」                                                                                    | テレビアニメ『プリンセス・プリンシパル』関連曲                         |
| 2017年8月30日  | 5 Moving Shadows                                                                | ドロシー（大地葉） | 「Under the Moonlight」                                                                                      | テレビアニメ『プリンセス・プリンシパル』関連曲                         |
| 2017年9月27日  | 『プリンセス・プリンシパル』オリジナルサウンドトラック「Sound of Foggy London」 | ドロシー（大地葉）、ベアトリス（影山灯） | 「moonlight melody」                                                                                         | テレビアニメ『プリンセス・プリンシパル』挿入歌                         |
| 2017年12月6日  | アイドルタイムプリパラ♪ソングコレクション 〜ゆめペコおかわり！〜                | MY☆DREAM | 「ハートフル♡ドリーム」                                                                                      | テレビアニメ『アイドルタイムプリパラ』エンディングテーマ               |
| 2017年12月6日  | アイドルタイムプリパラ♪ソングコレクション 〜ゆめペコおかわり！〜                | 虹色にの（大地葉）、東堂シオン（山北早紀） | 「快打洗心♡カッキンBUDDY」                                                                                   | テレビアニメ『アイドルタイムプリパラ』挿入歌                           |
| 2018年3月25日  | GAME PriPara Music Collection vol.5                                             | にの（大地葉） | 「サマーナイトEvolution! 」                                                                                  | ゲーム『アイドルタイムプリパラ』関連曲                                 |
| 2018年4月4日   | いつらのうたこゑ                                                                | ぁ（大地葉）、ぃ（篠田みなみ） | 「好奇心モンスター」                                                                                         | 『ひらがな男子』関連曲                                                 |
| 2018年6月27日  | アイドルタイムプリパラ☆ミュージックコレクション                                 | MY☆DREAM | 「Giraギャラティック・タイトロープ」 「Believe My DREAM!」                                                   | テレビアニメ『アイドルタイムプリパラ』挿入歌                           |
| 2018年7月25日  | ナナイロード                                                                    | 谷裳ちお（大空直美）、久志取まどか（大地葉） | 「That'sカバディ･ストラグル!!」                                                                              | テレビアニメ『ちおちゃんの通学路』関連曲                               |
| 2018年8月10日  | ファントム オブ ラブ                                                            | エルキュール（新田ひより）、ミネルヴァ（小田果林）、フライシュッツ（大地葉）、ダモクレス（山田奈都美）、スイハ（近藤玲奈）、ネス（小松ゆうり）、グラーシーザ（渡辺明佳） | 「ファントム オブ ラブ」                                                                                     | ゲーム『ファントム オブ キル』関連曲                                   |
| 2018年9月22日  | GAME PriPara Music Collection vol.7                                             | ゆい（伊達朱里紗）、にの（大地葉）、みちる（山田唯菜）、しゅうか（朝日奈丸佳）                                                                                           | 「ワクワクO’clock」                                                                                          | ゲーム『アイドルタイムプリパラ』関連曲                                 |
| 2018年9月22日  | GAME PriPara Music Collection vol.7                                             | にの（大地葉） | 「ワクワクO’clock」                                                                                          | ゲーム『アイドルタイムプリパラ』関連曲                                 |
| 2018年10月3日  | SHOW TIME                                                                       | CASQUETTE'S | 「SHOW TIME」 「マスカレード・ナイト」                                                                       | ゲーム『Tokyo 7th シスターズ』関連曲                                   |
| 2018年11月28日 | プリパラ ULTRA MEGA MIX COLLECTION                                              | 虹色にの（大地葉） | 「あっちゃこっちゃゲーム（DJ BOSS SEB Remix）」                                                              | テレビアニメ『アイドルタイムプリパラ』関連曲                           |
| 2018年11月28日 | プリパラ ULTRA MEGA MIX COLLECTION                                              | 虹色にの（大地葉）、東堂シオン（山北早紀） | 「快打洗心♡カッキンBUDDY（DJ BOSS DISCO STYLE）」                                                            | テレビアニメ『アイドルタイムプリパラ』関連曲                           |
| 2018年11月28日 | プリパラ ULTRA MEGA MIX COLLECTION                                              | MY☆DREAM | 「ハートフル♡ドリーム（DJ Noriken Hardcore Mix）」 「Believe My DREAM!（DJ Shimamura's Hardcore Rave Mix）」 | テレビアニメ『アイドルタイムプリパラ』関連曲                           |
| 2019年4月3日   | 劇場オリジナルアニメ『LAIDBACKERS-レイドバッカーズ-』キャラクターソングアルバム | 草薙・Ｋ（大地葉） | 「学術的研究成果」                                                                                           | 劇場アニメ『LAIDBACKERS-レイドバッカーズ-』関連曲                      |
| 2019年9月11日  | プロミス！リズム！パラダイス！                                                  | マイ☆ドリーム | 「ピュア・ハート・カレンダー」                                                                               | Webアニメ『アイドルランドプリパラ』エンディングテーマ・挿入歌          |
| 2019年9月11日  | プロミス！リズム！パラダイス！                                                  | PRI-Crew Friends | 「Crew-Sing! Friend-Ship♡」                                                                                  | アニメ・ゲーム『プリパラ』関連曲                                       |
| 2019年11月6日  | TVアニメーション『アズールレーン』キャラクターソングシングル Vol.4 綾波         | 綾波（大地葉） | 「ニアー・ユアー・サイド」 「悠久のカタルシス」                                                              | テレビアニメ『アズールレーン』関連曲                                   |
| 2019年12月4日  | マイ・グラデイション/SCARLET                                                    | CASQUETTE'S | 「SCARLET」                                                                                                  | ゲーム『Tokyo 7th シスターズ』関連曲                                   |
| 2019年12月28日 | アズールレーン キャラクターソング Vol.2                                         | ジャベリン（山根希美）、綾波（大地葉）、ラフィー（長縄まりあ）、Z23（阿部里果）                                                                                          | 「WISHNESS」                                                                                                 | ゲーム『アズールレーン』主題歌                                         |
| 2020年4月8日   | Nowhere Land                                                                    | アンジェ（古賀葵）、プリンセス（関根明良）、ドロシー（大地葉）、ベアトリス（影山灯）、ちせ（古木のぞみ）                                                                 | 「Nowhere Land」                                                                                             | 劇場アニメ『プリンセス・プリンシパル Crown Handler』エンディングテーマ |
| 2020年4月8日   | Nowhere Land                                                                    | アンジェ（古賀葵）、プリンセス（関根明良）、ドロシー（大地葉）、ベアトリス（影山灯）、ちせ（古木のぞみ）                                                                 | 「Gratitude」                                                                                                | 劇場アニメ『プリンセス・プリンシパル Crown Handler』関連曲             |
| 2020年6月24日  | ぼくたちは勉強ができない！ BD・DVD第6巻特典CD                                   | 桐須真冬（Lynn）、川瀬あゆ子（大地葉）、海原智波（阿澄佳奈） | 「ワンダー・ピュアマジック！」                                                                               | テレビアニメ『ぼくたちは勉強ができない！』挿入歌                       |
| 2021年2月15日  | Flame Feast                                                                     | RUBYSTAS | 「Sympathy」 「Drive」                                                                                       | 『AKROGLAM』関連曲                                                     |
| 2021年6月21日  | 騒乱前夜                                                                        | B-Transition | 「騒乱前夜」                                                                                                 | 『BURNS SKOOL』関連曲                                                  |
| 2021年8月9日   | BORDER                                                                          | 岩咲誉（大地葉）、浅海星桜（小市眞琴） | 「BORDER」                                                                                                   | 『BURNS SKOOL』関連曲                                                  |
| 2021年8月25日  | 星の旅人/シナヤカナミライ/薔薇と私                                              | 星野薫（大地葉）、沢田千夏（松田利冴）、沢田千秋（松田颯水） | 「薔薇と私」                                                                                                 | テレビアニメ『かげきしょうじょ!!』エンディングテーマ                   |
| 2021年9月10日  | NEON SKY                                                                        | スピサ（大地葉） | 「エイリアンズ」                                                                                             | 『AKROGLAM』関連曲                                                     |
| 2021年9月27日  | TO-B                                                                            | B-Transition | 「TO-B」 | 『BURNS SKOOL』関連曲                                                  |
| 2021年9月29日  | かげきしょうじょ!! 音楽集                                                       | 渡辺さらさ（千本木彩花）、奈良田愛（花守ゆみり）、杉本紗和（上坂すみれ）、星野薫（大地葉）、山田彩子（佐々木李子）、沢田千夏（松田利冴）、沢田千秋（松田颯水）           | 「桜吹雪舞うなかに」                                                                                         | テレビアニメ『かげきしょうじょ!!』関連曲                               |
| 2021年9月29日  | かげきしょうじょ!! 音楽集                                                       | 星野薫（大地葉） | 「桜吹雪舞うなかに」                                                                                         | テレビアニメ『かげきしょうじょ!!』関連曲                               |
| 2021年9月29日  | Power of Voice/輝きはここにある                                                 | Fancy♡Pansy | 「輝きはここにある」                                                                                         | 『Cheer球部！』関連曲                                                  |
| 2021年12月22日 | Cheer球部！ユニットミニアルバム                                                 | Fancy♡Pansy | 「夢色のミザンセーヌ」                                                                                       | 『Cheer球部！』関連曲                                                  |
| 2022年2月28日  | AKROGLAM                                                                        | RUBYSTAS | 「Sympathy（piano ver.）」 「LOVE & HATE」 「Butterfly」 「Birds」                                           | 『AKROGLAM』関連曲                                                     |
| 2022年5月24日  | HOLY QUEEN                                                                      | CASQUETTE'S | 「HOLY QUEEN」                                                                                               | ゲーム『Tokyo 7th シスターズ』関連曲                                   |
| 2022年6月26日  | Nameless PRidE                                                                  | B-Transition | 「Nameless PRidE」                                                                                           | 『BURNS SKOOL』関連曲                                                  |
| 2022年7月6日   | くノ一ツバキの胸の内 あかね組音楽集                                             | ヒナギク（高野麻里佳）、キブシ（長縄まりあ）、オニユリ（大地葉） | 「あかね組活動日誌 〜午班〜」                                                                                | テレビアニメ『くノ一ツバキの胸の内』エンディングテーマ                 |
| 2022年7月6日   | くノ一ツバキの胸の内 あかね組音楽集                                             | あかね組ねうしとらうたつみうまひつじさるとりいぬい | 「あかね組活動日誌 〜ねうしとらうたつみうまひつじさるとりいぬい大集合！〜」                                  | テレビアニメ『くノ一ツバキの胸の内』エンディングテーマ                 |
| 2022年10月5日  | Extreme Hearts キャラクターソングアルバム「BEST 4 U」                           | May-Bee | 「Buzz Everyday」 「HELLO HERO」                                                                             | テレビアニメ『Extreme Hearts』挿入歌                                   |
| 2022年10月5日  | Extreme Hearts キャラクターソング ソロバージョン                                | 末宗祐里子（大地葉） | 「Buzz Everyday」 「HELLO HERO」                                                                             | テレビアニメ『Extreme Hearts』関連曲                                   |
| 2022年11月25日 | 神クズ☆アイドル BD 第3巻 特典CD                                                 | スイートファーマシー | 「恋せよパラメディック」                                                                                     | テレビアニメ『神クズ☆アイドル』挿入歌                                  |
| 2023年9月11日  | マジックパーテーション                                                          | B-Transition | 「マジックパーテーション」                                                                                   | 『BURNS SKOOL』関連曲                                                  |
| 2024年1月1日   | AGE OF ARISE                                                                    | B-Transition | 「AGE OF ARISE」                                                                                             | 『BURNS SKOOL』関連曲                                                  |
| 2024年2月14日  | Extreme Hearts ソング&ストーリーアルバム「Start Sign」                          | May-Bee | 「Believe in smile!!」                                                                                       | テレビアニメ『Extreme Hearts』関連曲                                   |
| 2024年3月6日   | Believe in smile!! ソロバージョン                                               | 末宗祐里子（大地葉） | 「Believe in smile!!」                                                                                       | テレビアニメ『Extreme Hearts』関連曲                                   |
| 2024年10月24日 | カルドアンシェル パッケージ限定版付属サウンドトラックCD                         | バーチ（大地葉） | Paza Jizambi Bizube                                                                                          | ゲーム『カルドアンシェル』関連曲                                       |
| 2024年11月13日 | プリパラ ソング♪コレクション Melody Moments!                                    | シオン（山北早紀）、にの（大地葉） | 「以心伝心パンチライン」                                                                                     | アニメ・ゲーム『プリパラ』関連曲                                       |
| 2024年11月13日 | プリパラ ソング♪コレクション Melody Moments!                                    | MY☆DREAM | 「シリアル・ドリーマー!!!」                                                                                  | アニメ・ゲーム『プリパラ』関連曲                                       |
| 2025年3月26日  | TVアニメ『ひみつのアイプリ』キャラクターソングミニアルバム VERSE IN SONG 03     | チィ/ダークチィ（大地葉） | 「GIRA GIRA STAR」                                                                                           | テレビアニメ『ひみつのアイプリ』挿入歌                                 |